# Новомултанський район
Но́вомулта́нський райо́н — адміністративно-територіальна одиниця РРФСР в складі Удмуртської АО, що існувала з 15 липня 1929 року до 1 листопада 1932 року. Адміністративний центр — село Новий Мултан.
Район був утворений згідно з постановою президії ВЦВК від 15 липня 1929 року, яка передбачала заміну повітово-волосного територіального поділу на районне. В новий район увійшли сільські ради колишніх Новомултанської та Старозятцинської волостей:
- Кабаковська 1
- Кабаковська 2
- Кочишевська
- Мушковайська
- Новомултанська
- Поршур-Туклинська
- Пужмесь-Туклинська
- Старомоньїнська
- Сям-Можгинська
- Удугучинська
- Узей-Туклинська
- Ульмольька
- Чажинська
- Чеканська

Згідно з постановою президії ВЦВК район від 1 листопада 1932 року був ліквідований, проіснувавши при цьому всього 3 роки. Територія району була розділена між Селтинським та Сюмсинським районами.